# Les Granges Brûlées
Les Granges Brûlées è un album di Jean-Michel Jarre, colonna sonora del film La mia legge (Les Granges Brûlées) con Alain Delon e Simone Signoret. L'album è uscito originariamente nel 1973 con l'etichetta Eden Roc, ed è stato ripubblicato nel 2003 dalla Disques Dreyfus. L'album è facilmente riconoscibile come colonna sonora, dato che le tastiere elettroniche riprendono in continuazione lo stesso leitmotiv per farne variazioni.

## Tracce
1. La Chanson des Granges Brûlées – 2:40
2. Le Pays de Rose – 2:02
3. L'Hélicoptère – 1:29
4. Une Morte dans la Neige – 1:40
5. Zig-zag – 2:15
6. Le Juge – 1:20
7. Le Car / Le Chasse-neige – 1:24
8. Thème de l'Argent – 1:08
9. Rose – 2:15
10. Hésitation – 1:00
11. La Perquisition et les Paysans – 2:35
12. Reconstitution – 0:55
13. Les Granges Brûlées – 3:14
14. Descente au village – 0:25
15. La Vérité – 0:58
16. Générique – 2:40